# 2008年世界房車錦標賽葡萄牙站
2008年世界房車錦標賽葡萄牙站是2008年度世界房車錦標賽的第六站賽事，正式比賽在2008年7月13日於葡萄牙埃斯托利爾賽道上舉行。這是歷來第二次在葡萄牙舉行賽事。第一回合由西亞車隊的韋迪爾勝出，第二回合由西亞車隊的蒙迪路勝出。